# Fanny Klinck

Fanny Klinck

Fanny Klinck (* 18. November 1844 in Emden; † 27. Januar 1929 in Leipzig; geborene Becker; Pseudonyme: Fanny Klinck-Lütetsburg, A. Lütetsburg, A. von Winterfeld) war eine deutsche Schriftstellerin. Sie verfasste zwanzig Romane, Erzählungen, einen Kriminalroman und ein Theaterstück, meist im Genre der Frauen- und Familienromane. Ihre Werke veröffentlichte sie sowohl unter ihrem Klarnamen als auch unter den Pseudonymen Fanny Klinck-Lütetsburg und A. Lütetsburg, die sie in Anlehnung an den Adelssitz im heimatlichen Ostfriesland wählte.

## Leben
Fanny Klinck-Lütetsburg war eine Tochter des Kaufmanns und Mechanikers Ubbe Weerts Becker. Sie hatte sechs Geschwister und besuchte wahrscheinlich eine der Töchterschulen in der Stadt.
Im Alter von 22 Jahren heiratete sie 1866 den Postsekretär Klinck und zog mit ihm noch im gleichen Jahr nach Hildesheim. Sie schrieb als freie Mitarbeiterin für das Feuilleton des „Hannoverschen Couriers“, der „Magdeburger Zeitung“, der „Breslauer Zeitung“ und für die „Hamburger Nachrichten“. Vermutlich schrieb sie ihren ersten Roman, „Unter  dem  letzten Welfenkönig“ in den Jahren 1869-1870 in Hildesheim. Dieser erschien 1871 im Hannoverischen Courier. In dieser Zeitung veröffentlichte sie noch eine ganze Reihe ihrer Arbeiten. Andere Werke erschienen in den Hamburger Nachrichten, der Magdeburger, der Breslauer Zeitung und der Hamburger Novellenzeitung. Im Laufe der nächsten fünfzehn Jahre, die durch häufige Umzüge geprägt waren, verfasste sie fünf Romane im Genre der Frauen- und Familienromane. Danach setzte eine zehnjährige Schaffenspause ein.
Mehr als fünfundzwanzig Jahre beschränkte sie sich auf den Abdruck ihrer Romane in Zeitungen. In ihren letzten Lebensjahren veröffentlichte sie ihre Werke schließlich in Buchform. Ihre Schaffenspause endete 1895 in Leipzig, als sie begann, bei der Deutschen Verlags-Anstalt in Stuttgart Liebes- und  Heimatromane zu veröffentlichen.
1921 verfasste Klinck unter dem Titel Deutschlands Frauen erheben Protest gegen Sanktionen als Akte der Arglist, Willkür und Gewalt einen an den Völkerbund gerichteten Brief, der sich gegen die im Gefolge des Versailler Vertrags festgelegten deutschen Reparationszahlungen richtete.

## Werke
- Unter  dem  letzten  Welfenkönig.  Roman  aus  der  jüngsten  Vergangenheit.  2 Bände. Costenoble, Jena 1870.
- Der Dämon  des  Hofes. Historische  Novelle,  Leipzig  1870.[7]
- Die Franzosen nach Berlin. Komisches Heldengedicht zur Erinnerung an das Jahr 1870. Von F. Klinck. Hamburg 1870. (Digitalisat)
- Der eiserne Abbé oder Von Metz nach Orleans. Leipzig 1872.[7]
- Am unrechten Platze. Berlin 1880.[7]
- Im Banne der dritten Abteilung. Zeit-Roman. Von ***. 2 Bände. Janke, Berlin 1884.
- Der Zug der Zeit. 2 Bände.  Vom Verfasser von Im Banne der dritten Abteilung. (A. von Winterfeld). Costenoble, Jena  1885.
- Aus dem Künstlernest. Deutsche Verlags-Anstalt, Stuttgart/Leipzig 1895. (Digitalisat)
- Die Herren von Dammin. Roman. Janke, Berlin 1896. (Digitalisat)
- Die Sonnentochter. Deutsche Verlags-Anstalt, Stuttgart 1897. (Digitalisat)
- Seine ‚dumme’ kleine Frau. Moderner Kriminal-Roman. Hamann, Leipzig 1897.
- Die Dennhardtsbrüder. Hillger, Berlin 1897.
- Foelke Meinhardi. Roman aus dem Emsgau. Süsserott, Berlin/Leipzig 1897. (1898 unter dem Titel Die  Brandstifterin neu aufgelegt)
- Alte und neue Geschichten. Novellen. 2 Bände. Daser, Stuttgart 1898.
- Die Erbin von Abbot Castle, Hillger, Berlin / Eisenach / Leipzig 1899.
- Leichtfertig Blut. Roman. Gnadenfeld, Berlin  1899.
- Christian de Wet, der Held von Transvaal. Erzählung aus dem Befreiungskampf der Buren. Meidinger, Berlin 1901.
- Reimers  Sorgenkind. Roman. Graf, Höchst 1901.
- Opfer der  Narrheit. Roman aus der Petersburger Gesellschaft. Schall, Berlin 1902.
- Die Erbtochter von Geroldseck. Vangerow, Bremerhaven 1903.
- Fest im Sturm. Erzählung vom Nordseestrand. Hillger, Berlin / Eisenach / Leipzig 1903.
- Adam Eggens Schuld. Vangerow, Bremerhaven 1904.
- Freda Halgren. Vangerow, Bremerhaven 1906.
- Auf abschüssiger Bahn. Vangerow, Bremerhaven 1906.
- Am  Hexenweg. Hillger, Berlin/Leipzig 1907.
- Du sollst  leben. Drama. 1910.[7]
- Literarische Komposition. Lustspiel. 1910.[7]
- Frau Gerdas Heidebilder. 1911.[7]
- Der Hauch der Heimat. 1913.[7]
- Wie Frau Hilles letzter Wille sich erfüllte. Janke, Berlin 1917.